# Smile (2005)
Smile (bra: A Força de um Sorriso) é um filme de drama de 2005 escrito e dirigido por Jeffrey Kramer.

## Sinopse
Katie e Lin nascem no mesmo dia, mas com estilos de vida diferentes: um em Malibu, Califórnia, para uma família nuclear que precisa aprender a lidar com um adolescente em crescimento e o outro em uma família monoparental com um adolescente que nasceu com um facial deformidade e sofre no isolacionismo.
Katie fica sabendo de um programa, “Doctor's Gift”, que oferece assistência médica em todo o mundo aos necessitados. Ela aprende sobre Lin.
Katie se junta ao programa em uma de suas viagens à China. Katie passa por uma mudança de atitude enquanto está na China e embarca sozinha para encontrar Lin.
O pai de Lin, Daniel, reúne Katie e Lin. Lin está convencida a submeter-se a uma cirurgia para sua deformidade facial. Ela é capaz de sorrir.
Ambos se desenvolvem além da insularidade de seu mundo particular.

## Elenco
- Mika Boorem como Katie
- Wang Luoyong como Daniel
- Beau Bridges como Steven
- Cheri Oteri como Linda
- Linda Hamilton como Bridget
- Shuai Chi como Calvin
- Jia Song como esposa de Daniel
- Jonathan Trent como Ted
- Erik von Detten como Chris
- Yi Ding como Lin
- Sean Astin como Sr. Matthews